# Marktplatz 9 (Weißenburg)

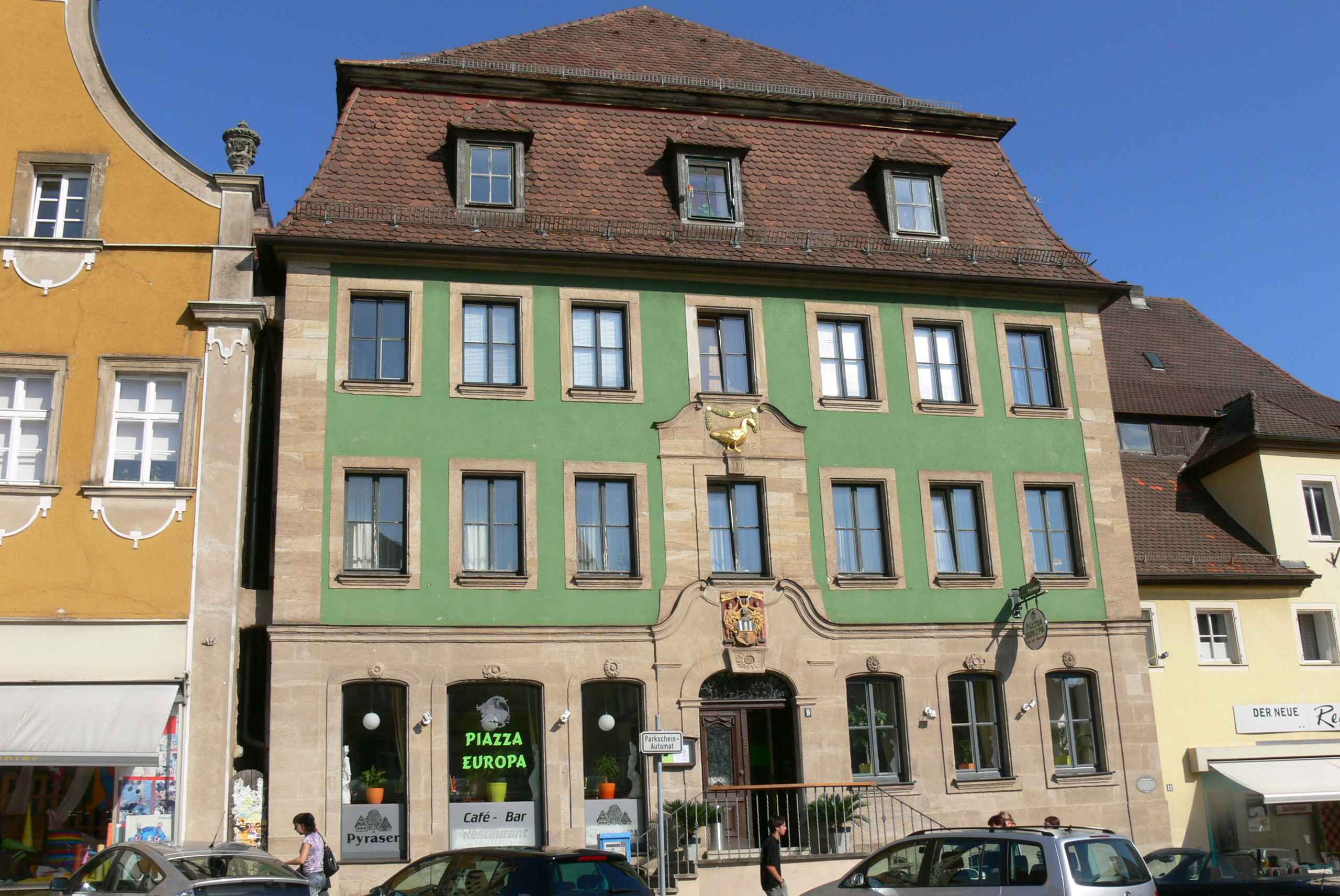
Das Haus am Marktplatz 9

Das Haus am Marktplatz 9, auch Goldene Gans genannt, ist ein Baudenkmal, eine Gaststätte und eine ehemalige Brauerei innerhalb der denkmalgeschützten Altstadt der mittelfränkischen Stadt Weißenburg in Bayern. Das repräsentative Gebäude ist unter der Denkmalnummer D-5-77-177-266 als Baudenkmal in die Bayerische Denkmalliste eingetragen.

## Geographische Lage
Das Gebäude steht am südöstlichen Ende des Marktplatzes umgeben von weiteren denkmalgeschützte Bauwerken auf halber Strecke zwischen der Spitalkirche und dem Altes Rathaus. Das Gebäude steht auf einer Höhe von 423 Metern über NHN.

## Geschichte
Die Geschichte des Gebäudes Marktplatz 9 hängt sehr eng mit dem Nachbargebäude Marktplatz 11 zusammen. Das Gebäude wurde vermutlich 1792 von Georg David Preu umgebaut. Das ehemalige Gasthaus ist ein dreigeschossiger Spätbarockbau mit Mansardwalmdach. Die Gliederungen sowie das gesamte Erdgeschoss bestehen aus Naturstein. Das Gebäude besitzt eine Vortreppe.
Auf der Vorderseite des Gebäudes hängt das Wappen der Familie Preu und eine goldene Gans, die an den Namen der Gaststätte und Brauerei erinnert.

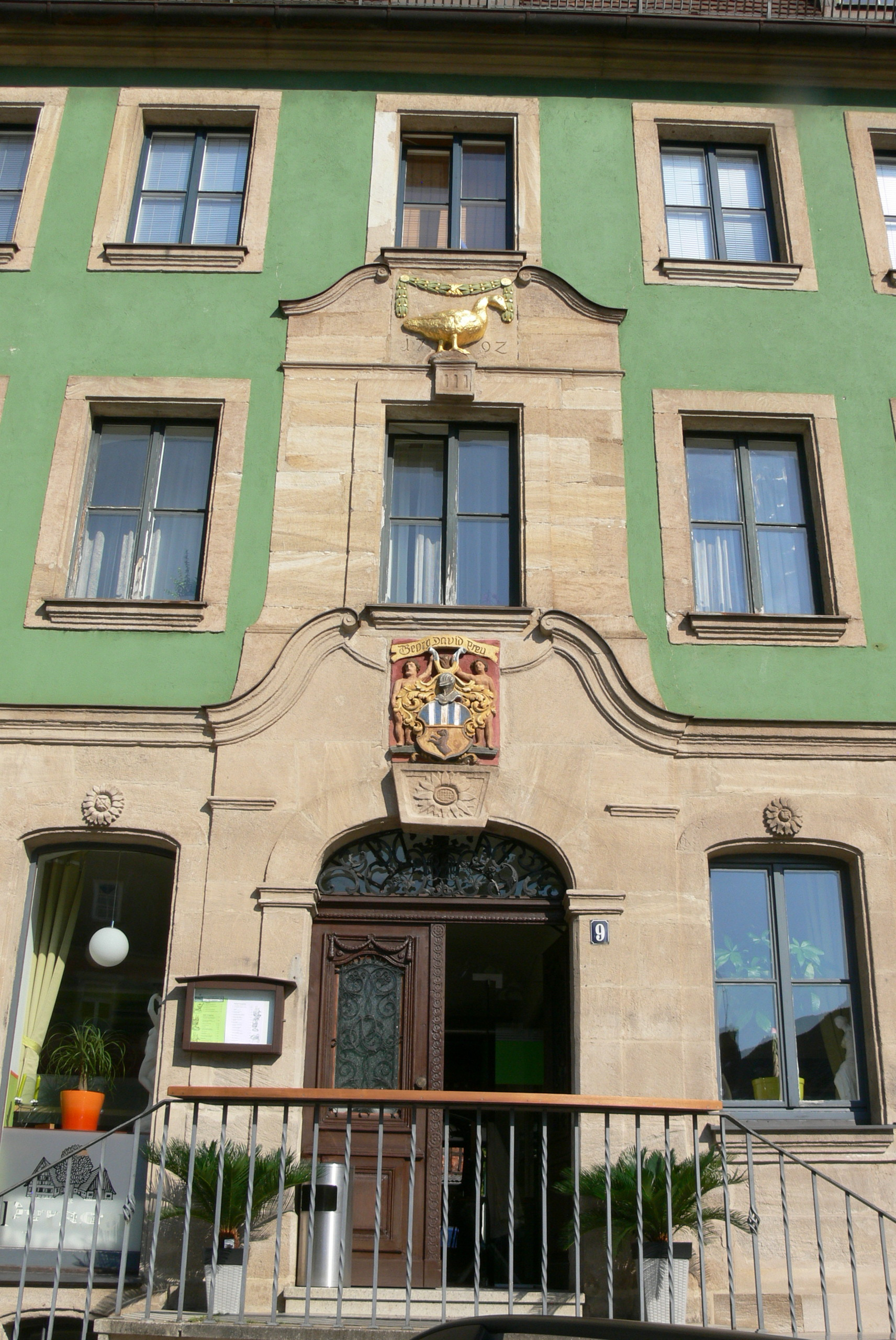
Das Eingangsportal
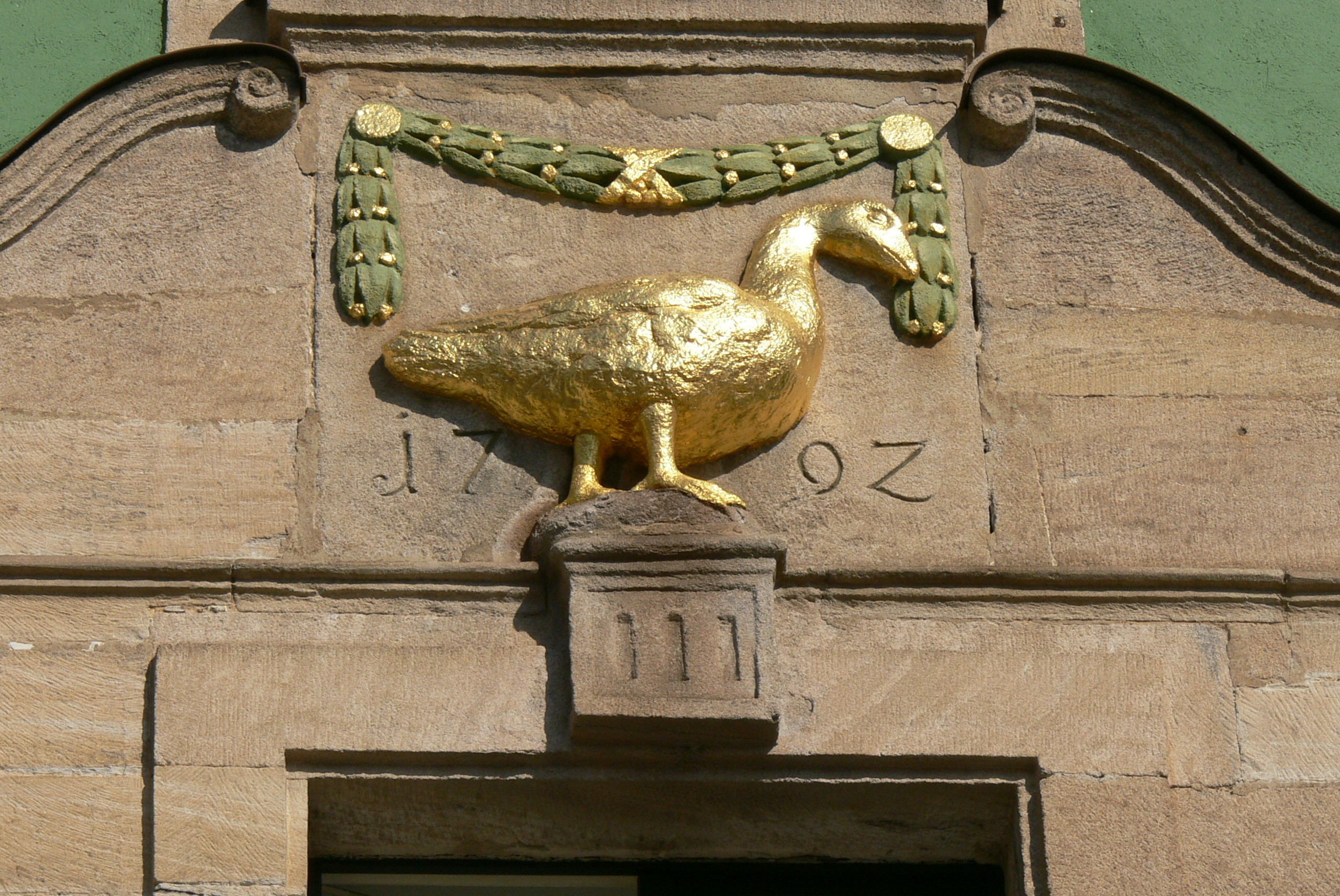
Die namensgebende goldene Gans; unten erkennt man die Jahreszahlen des Baus
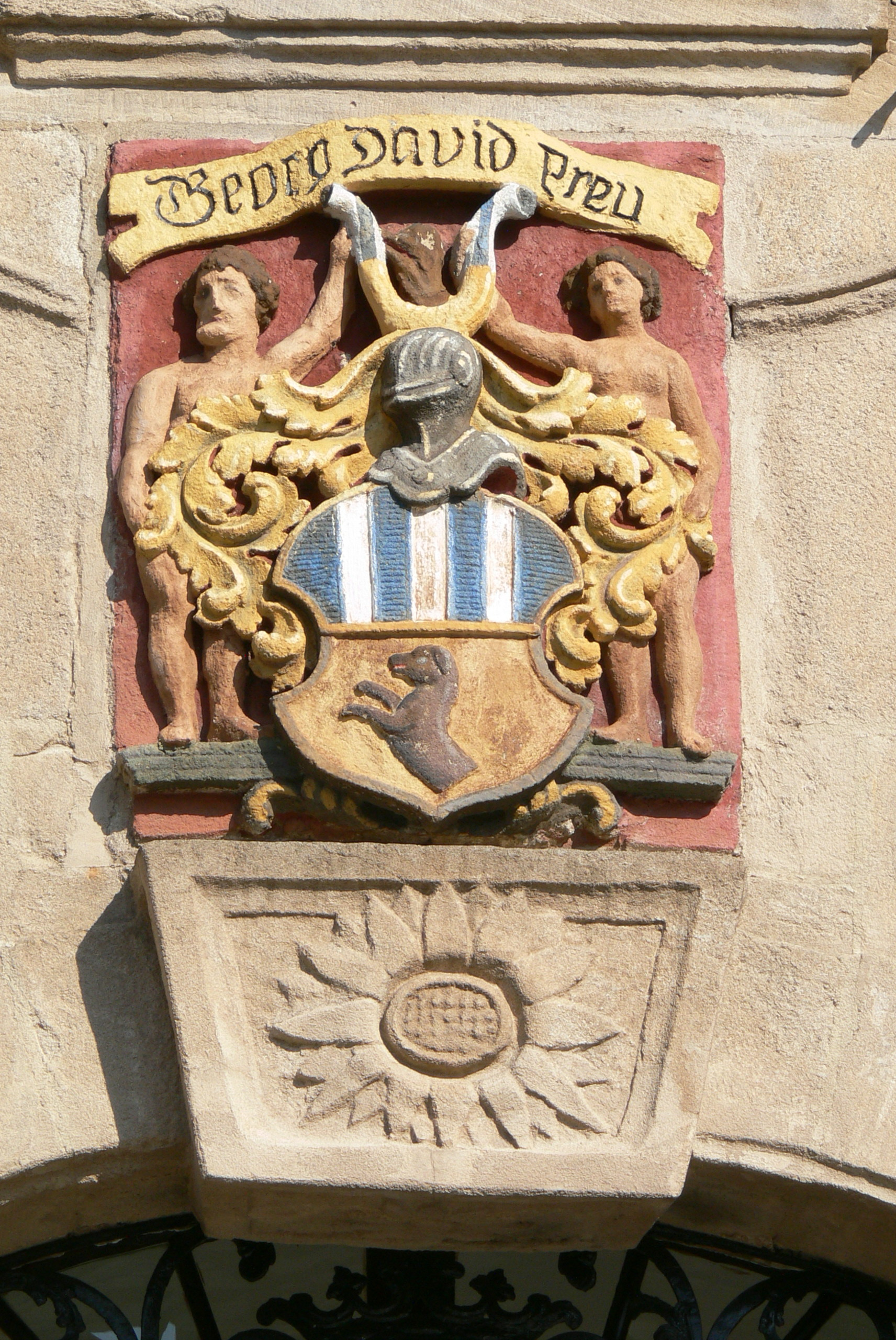
Wappen der Familie Preu